# A Man Called Horse
A Man Called Horse é um filme estadunidense de 1970, do gênero western, dirigido por Elliot Silverstein. O roteiro é baseado no conto A Man Called Horse, de 1968, do livro Indian Country de Dorothy M. Johnson (posteriormente relançado como A Man Called Horse).
O filme teria duas sequências, ambas estreladas por Richard Harris: The Return of a Man Called Horse, em 1976, e Triumphs of a Man Called Horse, em 1983.

## Sinopse
John Morgan, um aristocrata inglês de modos refinados, faz parte de uma expedição em Dacota em 1821, quando é capturado pela tribo dos "Mãos Amarelas", índios da nação Sioux. É inicialmente escravizado e tratado como um animal de carga pelos guerreiros. Depois é colocado para trabalhar com as mulheres da tribo, em seus afazeres domésticos. Com o tempo ele aprende a respeitar a cultura nativa, ao mesmo tempo que seus captores o aceitam como um dos seus. Na tribo há outro homem branco cativo, Batise, que só pensa em escapar. Morgan chega a matar dois índios das tribos rivais (e os escalpela) e com isso consegue receber o almejado status de "guerreiro", passando a ser chamado de "Horse" pelos outros. Deseja casar-se com uma índia, mas para isso deve passar por todo o doloroso ritual imposto pelas tradições da tribo.

## Elenco
- Richard Harris ... John Morgan
- Judith Anderson ... Buffalo Cow Head
- Jean Gascon ... Batise
- Manu Tupou ... Mão Amarela
- Corinna Tsopei ... Running Deer
- Dub Taylor ... Joe
- James Gammon ... Ed
- William Jordan ... Bent
- Eddie Little Sky ... Black Eagle
- Michael Baseleon ... Longfoot
- Lina Marín ... Thorn Rose
- Tamara Garina ... Elk Woman
- Terry Leonard ... Striking Bear
- Iron Eyes Cody ... Feiticeiro
- Tom Tyon ... Feiticeiro
- Figurantes da tribo Rosebud Sioux de Dakota do Sul